# Restionaceae
Restionaceae је фамилија монокотиледоних скривеносеменица из реда Poales. Статус фамилије постоји у већини класификационих схема монокотиледоних биљака. Обухвата 58 родова MOBOTса 520 врста вишегодишњих зељастих биљака. Подземно стабло је у виду ризома.

## Списак родова[2]
| - -{Alexgeorgea Carlquist - Anthochortus Nees - Askidiosperma Steud. - Calopsis P.Beauv. ex Desv. - Calorophus Labill. - Cannomois P.Beauv. ex Desv. - Ceratocaryum Nees - Chaetanthus R.Br. - Chondropetalum Rottb. - Coleocarya S.T.Blake - Dielsia Gilg - Dovea Kunth - Elegia L. - Empodisma L.A.S.Johnson & D.F.Cutler - Harperia W.Fitzg. - Hopkinsia W.Fitzg. - Hydrophilus Linder - Hypodiscus Nees - Hypolaena R.Br. - Ischyrolepis Steud. | - Lepidobolus Nees - Leptocarpus R.Br. - Lepyrodia R.Br. - Loxocarya R.Br. - Mastersiella Gilg-Ben. - Meeboldina Suess. - Megalotheca F.Muell. - Nevillea Esterh. & H.P.Linder - Onychosepalum Steud. - Phyllocomos Mast. - Platycaulos Linder - Pseudoloxocarya Linder - Restio Rottb. - Rhodocoma Nees - Sporadanthus F.Muell. - Staberoha Kunth - Thamnochortus Bergius - Willdenowia Thunb. - Winifredia L.A.S.Johnson & B.G.Briggs}- |